# Танел Падар
Танел Падар (роден на 27 октомври 1980 г.) е естонски певец и автор на песни. Той е най-известен в световен мащаб за спечелването на Евровизия 2001. Падар става известен, след като печели конкурса за млади естонски певци „Kaks takti ette“ през 1999 г.

## Биография
През 1999 г. Падар печели „Kaks takti ette“, телевизионен конкурс за млади естонски певци.
През 2000 г. Падар бе един от беквокалистите на Инес - която по това време беше и негова приятелка - на Евровизия 2000 в Стокхолм, Швеция.
През май 2001 г. той, заедно с момчешката група „2XL“ и родения в Аруба певец Дейв Бентън, вземат светлината на прожекторите, като печелят Евровизия 2001 в Копенхаген, Дания, с песента „Everybody“ със 198 точки.
През 2003 г. Падар създава рок група, наречена „Tanel Padar & The Sun“, която е една от най-популярните рок групи в Естония.